# Readly
Readly ist ein Internetdienst, der via Browser und App Digitalversionen zahlreicher Printmagazine gegen eine Abonnement-Gebühr zur Verfügung stellt. Ende 2018 wurden insgesamt etwa 3400 Magazin-Titel angeboten, davon rund 1000 deutschsprachig.

## Geschichte
Readly wurde seit 2012 von Unternehmensgründer Joel Wikell entwickelt.
Seit Ende 2014 ist Readly auf dem deutschen Markt vertreten.
Im März 2018 wurde verkündet, dass der bisherige CEO Per Hellberg in den Vorsitz des Boards wechseln wird. Als CEO hat ihn der bisherige CFO Jörgen Gullbrandson ersetzt.
Im Oktober 2018 wurde Sebastian Ahlskog zum neuen CFO bei Readly berufen. Arbeitsbeginn war im März 2019.
Zwischen März und August 2019 hatte Readly Tages- und Wochenzeitungen des Springer-Verlages im Angebot. Zugänglich bleiben die Ausgaben der Titel Bild am Sonntag, Welt am Sonntag, Welt am Sonntag Kompakt und B.Z. am Sonntag.
Am 19. Januar 2021 wurden die Axel Springer-Publikationen B.Z., Die Welt sowie Bild dem Readly-Angebot hinzugefügt.

## Finanzierung
Finanziert wird das Unternehmen – neben den Abonnement-Gebühren der Nutzer – durch verschiedene Investoren, die in mehreren Runden mindestens 23 Millionen Euro in das Unternehmen angelegt haben.
Seit September 2020 wird das Unternehmen an der Börse Stockholm gehandelt.

### Vergütung der Verlage
Nach Angaben von Readly werden etwa 70 Prozent des Nettoumsatzes an die Verlage ausgeschüttet, abhängig von der Lesedauer, der Anzahl der gelesenen Seiten und der Aktualität der gelesenen Ausgabe.